# Ouest lausannois
District de l'Ouest lausannois är ett av de tio distrikten i kantonen Vaud i Schweiz. 

## Indelning
Distriktet består av åtta kommuner:
| Vapen                 | Namn                  | Invånare 2023-12-31 | Yta i km² |
| --------------------- | --------------------- | ------------------- | --------- |
| Bussigny              | Bussigny              | 10 624              | 4,81      |
| Chavannes-près-Renens | Chavannes-près-Renens | 9 311               | 1,65      |
| Crissier              | Crissier              | 9 334               | 5,50      |
| Ecublens              | Ecublens              | 13 320              | 5,72      |
| Prilly                | Prilly                | 12 417              | 2,20      |
| Renens                | Renens                | 21 408              | 2,95      |
| Saint-Sulpice         | Saint-Sulpice         | 5 144               | 1,86      |
| Villars-Sainte-Croix  | Villars-Sainte-Croix  | 977                 | 1,65      |

Samtliga kommuner i distriktet är franskspråkiga.